# Épervier à collier roux
Tachyspiza cirrocephala
Espèce
Statut de conservation UICN

 LC  : Préoccupation mineure
Statut CITES
L’Épervier à collier roux (Tachyspiza cirrocephala) est une espèce de rapace de la famille des Accipitridae.

## Description
La longueur du corps est de 30 à 40 cm et l’envergure  de 55 à 80 cm. Les femelles, qui pèsent 240 g à l’âge adulte, sont nettement plus grandes que les mâles qui pèsent 125 g.
La partie supérieure est gris avec un collier chatain, les parties inférieures sont essentiellement rousses, finement barrées de blanc. Il ressemble à l’Autour australien mais en plus petit. Son vol est rapide et souple.

## Distribution et habitat
Il est très répandu à travers l'Australie et la Nouvelle-Guinée à l'exception des zones désertiques. On le trouve dans les forêts et les terres boisées.

## Alimentation
Il se nourrit principalement de petits oiseaux capturés en vol, parfois d'insectes.

## Reproduction
Il niche dans des arbres sur une plate-forme de bâtonnets et de brindilles. La couvée est habituellement de 3 ou 4 œufs. La période d'incubation est d'environ 35 jours, avec l'envol des poussins environ 24 à 33 jours après l'éclosion.

## Sous-espèces
D'après la classification de référence (version 14.1, 2024) de l'Union internationale des ornithologues, l'Épervier à collier roux possède 2 sous-espèces (ordre philogénique) :
- T. c. papuana (Rothschild & Hartert, 1913) — Nouvelle-Guinée ;
- T. c. cirrocephala (Vieillot, 1817) — Australie.

L'Union internationale des ornithologues considère Accipiter fasciatus rosselianus Mayr 1940 n'est pas une sous-espèce de l'Épervier à collier roux (dans ce cas sous le nom Accipiter cirrocephalus rosselianus) mais une sous-espèce de l'Autour australien.

## Référence
- Marchant, S.; & Higgins, P.J. (Eds). (1993). Handbook of Australian, New Zealand and Antarctic Birds. Vol,2: Raptors to Lapwings. Oxford University Press: Melbourne.  (ISBN 0-19-553069-1)